# The Payback
The Payback, en dubbel-LP av James Brown släppt tidigt 1974 på skivbolaget Polydor. Albumet är väl erkänt som hans bästa och mest fokuserade albumsläpp under hela 1970-talet, och i konkurrens med livealbumet Live at the Apollo från 1963 som ett av hans bästa över huvud taget. Albumet spelades in i en hektisk period i Browns liv. Hans backup-band bytte medlemmar, familjeangelägenheter spökade, och han spelade samtidigt in soundtracks till blaxploitation-filmer. Trots detta lyckades Brown spela in ett inspirerat album och hans kemi med backup-gruppen anses vara utmärkt. Det nu klassiska titelspåret nådde #1 på billboards R&B-singellista och #26 på popsingellistan 1974. Albumet nådde plats #34 på popalbumlistan.

## Låtar på albumet
1. "The Payback"  (Brown/Starks/Wesley) - 7:39
2. "Doing the Best I Can"  (Bobbit/Brown/Wesley) - 7:39
3. "Take Some...Leave Some"  (Bobbit/Brown/Wesley) - 8:20
4. "Shoot Your Shot"  (Brown) - 8:19
5. "Forever Suffering"  (Bobbit/Brown/Wesley) - 5:39
6. "Time Is Running Out Fast"  (Bobbit/Brown/Wesley) - 12:58
7. "Stone to the Bone"  (Brown) - 10:14
8. "Mind Power"  (Bobbit/Brown/Wesley) - 12:04